# Чон Дуён
Чон Дуён (кор. 정두영; род. 31 декабря 1968) — южнокорейский грабитель и серийный убийца, совершивший не менее 9 убийств и 2 покушений в провинциях Йоннам и Кёнсан-Намдо в 1999—2000 годах.

## Биография
Чон Дуён родился 31 декабря 1968 года в Пусане, (провинция Йоннам, Республика Корея). Происходил он из многодетной семьи и был младшим из пяти детей. Его отец умер, когда Чонгу было два года, в результате чего его мать оставила будущего убийцу на попечение его дяде, а сама вновь вышла замуж и вместе со старшими детьми уехала в другой город. Дядя Ду Ёнга был очень занятым человеком и уделял своему племяннику мало внимания, поэтому отдал того в приют, где лишь иногда навещал его. Кроме того, у будущего преступника стали формироваться комплексы неполноценности, связанные с его внешностью и ростом. В 18 лет его рост составлял всего 163 сантиметра. Чон был малообщительным и замкнутым, в результате чего другие люди, по его же собственным словам, «игнорировали или не замечали» его.
В 1986 году, в возрасте 17 лет Чон Дуён убил 43-летнего офицера полиции Ким Джанъиля, за то, что, по словам преступника, полицейский проигнорировал его, когда Чон обратился к офицеру с просьбой. Убийца был быстро арестован и приговорен к 11 годам лишения свободы, которые отбыл полностью. Вскоре после освобождения Чон был снова арестован за кражу и провел в тюрьме еще шесть месяцев.

### Серия убийств
Вскоре после повторного освобождения Чон Дуён решил заняться грабежами богатых домов, чтобы, по собственным словам, «накопить миллиард вон, жениться, и купить собственную квартиру». Уже после ареста серийного грабителя и убийцы полицейским удалось установить причастность Чон Дуёна к 16 грабежам элитных домов и квартир. Все украденные деньги преступник хранил на личном банковском счете, где к моменту ареста сумел накопить 130 млн вон (около 110 000 долларов). У Чон Дуёна был сообщник — Ким Джонъён, который помогал преступнику сбывать награбленное, но, по собственным словам, он не знал о том, что Чон Дуён совершает убийства. 
Первой жертвой серийного убийцы стала домохозяйка Ли Ёндже, которая жила одна в элитном микрорайоне Пусана. Преступник убил женщину с особой жестокостью 2 июня 1999 года, Чон нанес женщине многочисленные удары в голову с такой силой, что разрушил почти все ее лицевые кости, после чего, ограбив дом, преступник скрылся с места преступления. Следствие первоначально пыталось акцентировать внимание на том, что дом Ли Ёнг Дже находился поблизости от здания прокуратуры Пусана, однако позже признали, что этот факт являлся всего лишь совпадением.
15 сентября 1999 года, при ограблении очередного богатого дома в Пусане, Чон Дуён убил оказавшуюся случайным свидетелем домработницу. 21 октября 1999 года Чон Дуён при ограблении квартиры в элитном жилом комплексе в Ульсане забил до смерти 53-летнюю хозяйку и ее 24-летнего сына. Однако местные правоохранительные органы первоначально не связали это убийство с двумя убийствами, произошедшими в Пусане. 11 марта 2000 года Чон Дуён в Пусанском элитном микрорайоне Согу вновь при совершении ограбления напал с бейсбольной битой на двух женщин, оказавшихся в квартире, одну из них он забил до смерти, вторую пощадил, так как она сказала, что у нее есть ребенок. Прибывшие полицейские получили от выжившей жертвы первое описание преступника, как «высокого мужчину 20—30 лет», которое передали в национальную базу данных полиции.
8 апреля 2000 года при ограблении дома в элитном микрорайоне Пусана Донбу-ку преступник зарезал 76-летнего хозяина дома Чун Джинтэ и его домработницу, а также пытался задушить его жену, но женщина потеряла сознание и, решив, что она мертва, Чон похитил из дома чек на 24 млн 300 тыс вон и скрылся, однако женщине удалось прийти в себя, вызвать полицию и «скорую помощь». В больнице женщину допросил офицер полиции, который показал ей несколько фотографий преступников, ранее осужденных за кражи и убийства, среди них оказалась и фотография Чон Дуёна, которого женщина сразу же опознала.

## Арест и суд
Чон Дуён, сразу же после опознания последней жертвой был объявлен в национальный розыск, и уже 14 апреля 2000 года задержан сотрудниками полиции в Чхонане. Он сразу же начал давать показания, признавшись в общей сумме в 16 грабежах богатых квартир и частных домов, а также в 11 убийствах, еще два убийства, по собственным словам, Чон Дуён совершил при ограблениях домов в Чхонане. Однако две жертвы Чона выжили после его нападения, поэтому он был в конечном итоге обвинен в совершении девяти убийств, и двух покушений. Кроме того, Чон Дуён сдал своего сообщника — Ким Джонъёна, который не принимал участия в грабежах и убийствах, однако помогал преступнику сбывать украденные из домов вещи, по собственным словам не зная, что тот, кроме грабежей, совершает ещё и убийства.
21 июля 2000 года Пусанский провинциальный суд признал Чон Дуёна виновным в 16 грабежах, 9 убийствах и 2 покушениях на убийство и приговорил по совокупности преступлений к смертной казни через повешение, его сообщник Ким Джонъён был признан виновным в укрывательстве и соучастии в сбыте краденного и приговорен к полутора годам лишения свободы. Адвокаты преступников обжаловали решение суда, однако 30 ноября 2000 года Апелляционный суд Пусана отклонил прошения преступников о пересмотре дела и оставил приговоры без изменения.
Последнюю возможную по закону апелляцию в Верховный суд Республики Корея Чон Дуён подавать отказался. Он ожидает приведение приговора в исполнение в тюрьме города Тэджон.
28 сентября 2016 года пытался совершить неудачный побег из тюрьмы с помощью самодельной лестницы, сумел преодолеть два из трех заградительных заборов, однако затем был обнаружен и обезврежен.